# Hội hàng xóm láng giềng
Hội hàng xóm láng giềng là một nhóm các cư dân hoặc chủ sở hữu/chủ sử dụng đất – những người chủ trương tổ chức các hoạt động diễn ra trong phạm vi phố xóm với nhau. Hội nhóm kiểu này có thể là tự phát theo cảm xúc cá nhân (hay còn gọi là tình làng nghĩa xóm) hoặc cơ cấu thành một tổ chức quy củ, tự bầu ra người lãnh đạo và tình nguyện đóng hội phí.
Một số hội nhóm hàng xóm láng giềng ở Hoa Kỳ được hợp thành tổ chức, đoàn thể, họ có thể được Cục Dịch vụ Thu nhập Nội bộ công nhận là tổ chức phi lợi nhuận theo diện 501(c)(4), cũng như có thể được miễn thuế ở tiểu bang quê nhà.